# Leonor Antunes
Leonor Antunes (* 1972 in Lissabon, Portugal) ist eine portugiesische bildende Künstlerin, die skulpturale Installationen schafft. Sie lebt und arbeitet in Berlin.

## Leben
Leonor Antunes besuchte die Escola Superior de Teatro e Cinema in Lissabon und studierte ein Jahr lang Regie. Anschließend besuchte sie die Universität Lissabon und erwarb 1998 einen Abschluss an der Fakultät für Bildende Kunst. Danach besuchte sie die Staatliche Akademie der Bildenden Künste Karlsruhe.

## Werk
Jenny Gheith, Kuratorin am San Francisco Museum of Modern Art, schrieb über die Kunst von Leonor Antunes: „Leonor Antunes trägt Geister mit sich herum. Die Geister der von ihr bewunderten Künstler, Designer und Architekten wandern von Ausstellung zu Ausstellung, von Objekt zu Objekt. Ihre Skulpturen fangen Einblicke in ihre Geschichte, ihr Leben und ihr Material ein. Details werden extrahiert, Maße werden neu berechnet, und Verbindungen zwischen Künstlern tauchen auf eine Weise auf, die physische, messbare Erfahrungen mit den Auswirkungen von Erinnerung und Zeit verschmelzen lässt.“

## Ausstellungen (Auswahl)
- 2010: Wiels in Brüssel[4]
- 2013: Kunsthalle Basel[5]
- 2014: Pérez Art Museum Miami[6]
- 2015: CAPC Museum für zeitgenössische Kunst von Bordeaux[7]
- 2016: San Francisco Museum of Modern Art[1]
- 2017: Whitechapel Art Gallery in London[8]
- 2018: Museo Tamayo in Mexiko-Stadt[9]

Ihr Werk wurde für die Biennale von Venedig 2017 in der von Christine Macel kuratierten Hauptausstellung „Viva Arte Viva“ ausgewählt. 2019 vertrat sie Portugal auf der Biennale von Venedig.

## Preise und Auszeichnungen
- 2001: Prémio Novos Artistas Fundação EDP (Preis für junge Künstler der Stiftung EDP in Lissabon)[12]
- 2018: Zurich Art Prize[13]